# Streptanthus farnsworthianus
Streptanthus farnsworthianus är en korsblommig växtart som beskrevs av John Thomas Howell. Streptanthus farnsworthianus ingår i släktet Streptanthus och familjen korsblommiga växter. Inga underarter finns listade i Catalogue of Life.